# Delphinium barlykense
Delphinium barlykense är en ranunkelväxtart som beskrevs av M.N. Lomonosova och V.M. Khanminchun. Delphinium barlykense ingår i släktet storriddarsporrar, och familjen ranunkelväxter. Inga underarter finns listade i Catalogue of Life.